# إبراهيم رمضان (مهندس)
إبراهيم رمضان ( ؟ ـ 1864م). مهندس مصري من محافظة الشرقية، وكان أحد مهندسي قناة السويس. أُرسل في عهد محمد علي إلى فرنسا، فتعلم الهندسة وعاد إلى مصر عام 1835م. عين مدرسا بمدرسة المهندسخانة. ترجم عن الفرنسية القانون الرياضي في تخطيط الأراضي؛ اللآلئ البهية في الهندسة الوصفية. اشترك في ترجمة الروضة الزهرية في الهندسة الوصفية.